# Ernst Hirsch Ballin
Pour les articles homonymes, voir Hirsch et Ballin.
Ernst Hirsch Ballin, né le 15 décembre 1950 à Amsterdam, est un homme politique néerlandais membre de l'Appel chrétien-démocrate.

## Biographie
Ernst Hirsch Ballin est ministre pour les Antilles néerlandaises et Aruba et ministre de la Justice du 7 novembre 1989 au 27 mai 1994 au sein du cabinet Lubbers III. Il est à nouveau à la tête du ministère de la Justice du 22 septembre 2006 au 14 octobre 2010 dans le cabinet Balkenende IV, et ministre de l'Intérieur du 23 février 2010 au 14 octobre 2010 à la suite de la démission de Guusje ter Horst, après avoir déjà exercé cette fonction à partir du 10 janvier 1994, pour huit jours.
De 1994 jusqu'en 2006, il est professeur de droit international à l'université catholique du Brabant. Né de parents juifs, et père de deux enfants, il s'est converti au catholicisme pendant ses études à l'université d'Amsterdam. Membre du Conseil d'État du 1er novembre 2000 jusqu'au 22 septembre 2006, il est auparavant représentant à la Seconde Chambre des États généraux du 17 mai 1994 au 1er juin 1995 puis sénateur à la Première Chambre du 13 juin 1995 au 1er novembre 2000.
L'arrestation du dessinateur satirique Gregorius Nekschot (en) le 13 mai 2008 avait causé une controverse internationale. De nombreux Néerlandais demandèrent la démission d'Hirsch Ballin et la chute du gouvernement. En novembre 2008, il propose de réformer le délit de blasphème, pour élargir le champ de la lutte contre les discriminations, certains affirmant qu'il céda en cela aux pressions de la communauté musulmane néerlandaise.

## Reconnaissances
- Ernst Hirsch Ballin est officier de l'Ordre national de la Légion d'honneur depuis 2017.
- Officier de l'ordre d'Orange-Nassau